# جوناثان كاتس
جوناثان كاتس (بالإنجليزية: Jonathan Katz) هو عالم حاسوب أمريكي، ولد في 9 أبريل 1974.

## وصلات خارجية
- الموقع الرسمي